# Hugo Falcandus
Hugo Falcandus war ein süditalienischer Geschichtsschreiber aus der zweiten Hälfte des 12. Jahrhunderts.

## Leben
Hugo Falcandus verfügte offensichtlich über eingehende Kenntnisse der Vorgänge am Königshof in Palermo und hatte auch die Möglichkeit zur Akteneinsicht. Der Autorenname „Hugo Falcandus“ ist jedoch nur in einem Druck des 16. Jahrhunderts (Paris 1550 Apud Mathurinum Dupuys) überliefert. Allgemein anerkannte Erkenntnisse über seine Herkunft, Lebensdaten oder seine Zugehörigkeit zu einer der politischen Gruppierungen im normannischen Königreich gibt es nicht.
Das wichtigste ihm zugeschriebene Werk ist der Liber de regno Sicilie, der die Geschichte des Königreichs Sizilien zwischen 1154 und 1169 darstellt. Die sehr negative Darstellung König Wilhelms I. hat die Forschung lange Zeit stark beeinflusst. In den handschriftlichen Überlieferungen wird der Text von einem historiographisch interessanten Brief an einen Kämmerer der Kirche von Palermo aus der Krisenzeit des Königreichs Sizilien nach dem Tod Wilhelms II. begleitet.
In der Forschung wurden mehrere Versuche unternommen, den Verfasser mit einem bekannten zeitgenössischen Namen zu verknüpfen (so mit dem sizilianischen Ammiratus und Dichter Eugenius von Palermo oder Hugo Foucaud, Abt Hugo V. von Saint-Denis). 2008 hat Alexander Franke die These aufgestellt, dass das Geschichtswerk von Petrus von Blois verfasst worden ist, der daher mit Hugo Falcandus gleichzusetzen sei. Petrus hatte einige Zeit am sizilianischen Königshof verbracht und war Franke zufolge derart enttäuscht über die dortige Entwicklung, dass er anonym seine Kritik in dem Geschichtswerk zum Ausdruck brachte. Dieser Auffassung wurde jedoch von Rolf Köhn in einem Aufsatz von 2011 entschieden widersprochen, wobei er Franke methodische wie sachliche Fehler vorwarf; Köhn schließt sich der Auffassung von Gwenyth E. Hood an und vermutet hinter „Hugo Falcandus“ hingegen den oben erwähnten Hugo Foucaud. Zuletzt wurde Wilhelm von Blois als Autor ins Spiel gebracht.

## Ausgaben und Übersetzungen
- La Historia o Liber de Regno Sicilie e la Epistola ad Petrum Panormitane Ecclesie Thesaurarium di Ugo Falcando. A cura di G. B. Siragusa, Istituto Storico Italiano (Fonti per la storia d’Italia, 22), Roma 1897.
- Graham A. Loud (Hrsg.): The history of the tyrants of Sicily by ‘Hugo Falcandus’ 1154–69. Manchester Univ. Press, Manchester 1998 (Manchester medieval sources series). [kommentierte englische Übersetzung]
- Edoardo D’Angelo (Hrsg.): De rebus circa regni Siciliae curiam gestis: Epistola ad Petrum de desolatione Siciliae / Pseudo Ugo Falcando. (=Fonti per la storia d’Italia Medievale / Rerum Italicarum Scriptores, III serie, Band 11; zugleich =Edizione nazionale dei test mediolatini  d’Italia, 36). Rom 2014 ISBN 978-88-98079-21-6 mit paralleler italienischer Übersetzung.